# Проїзна частина

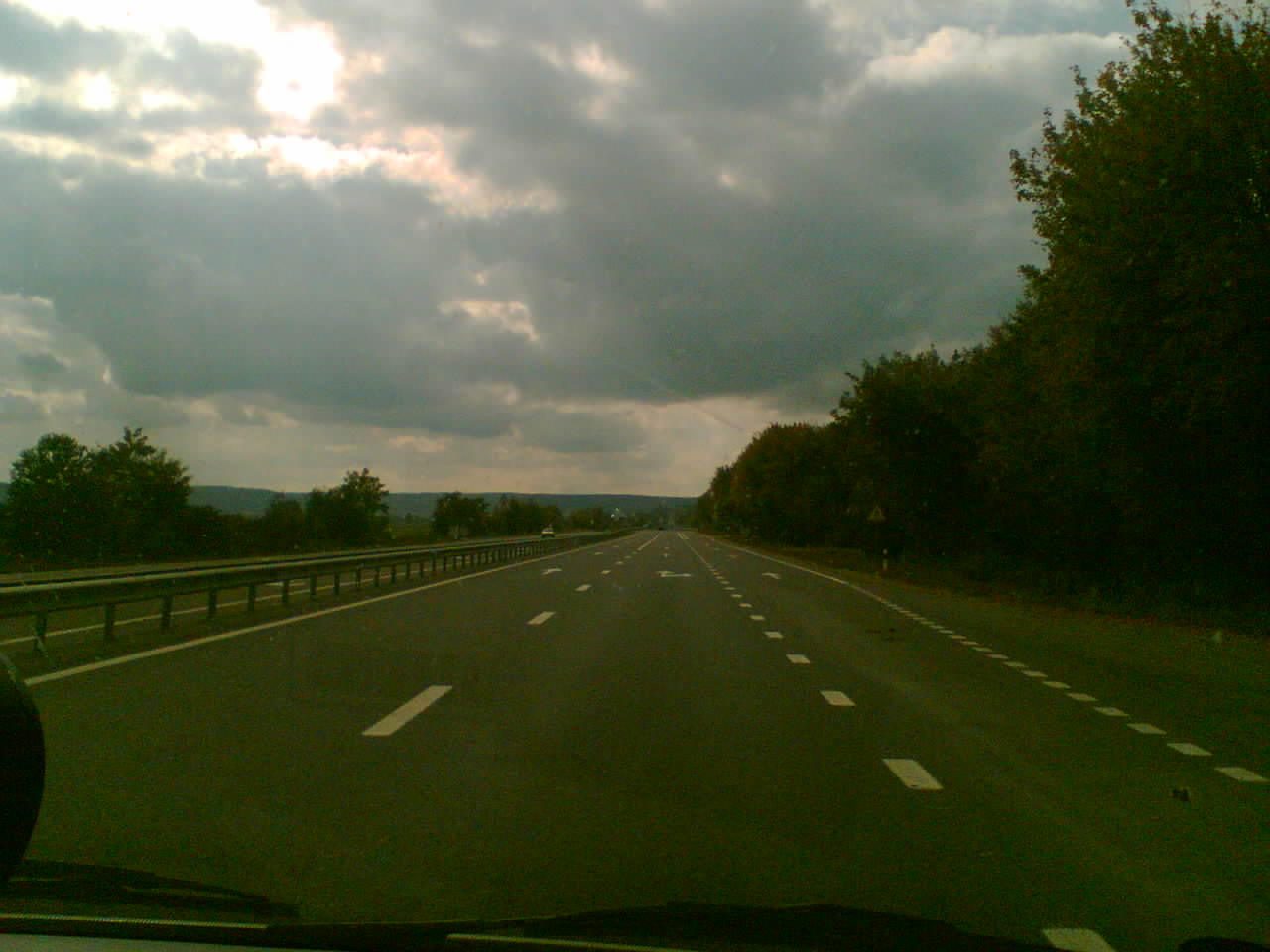

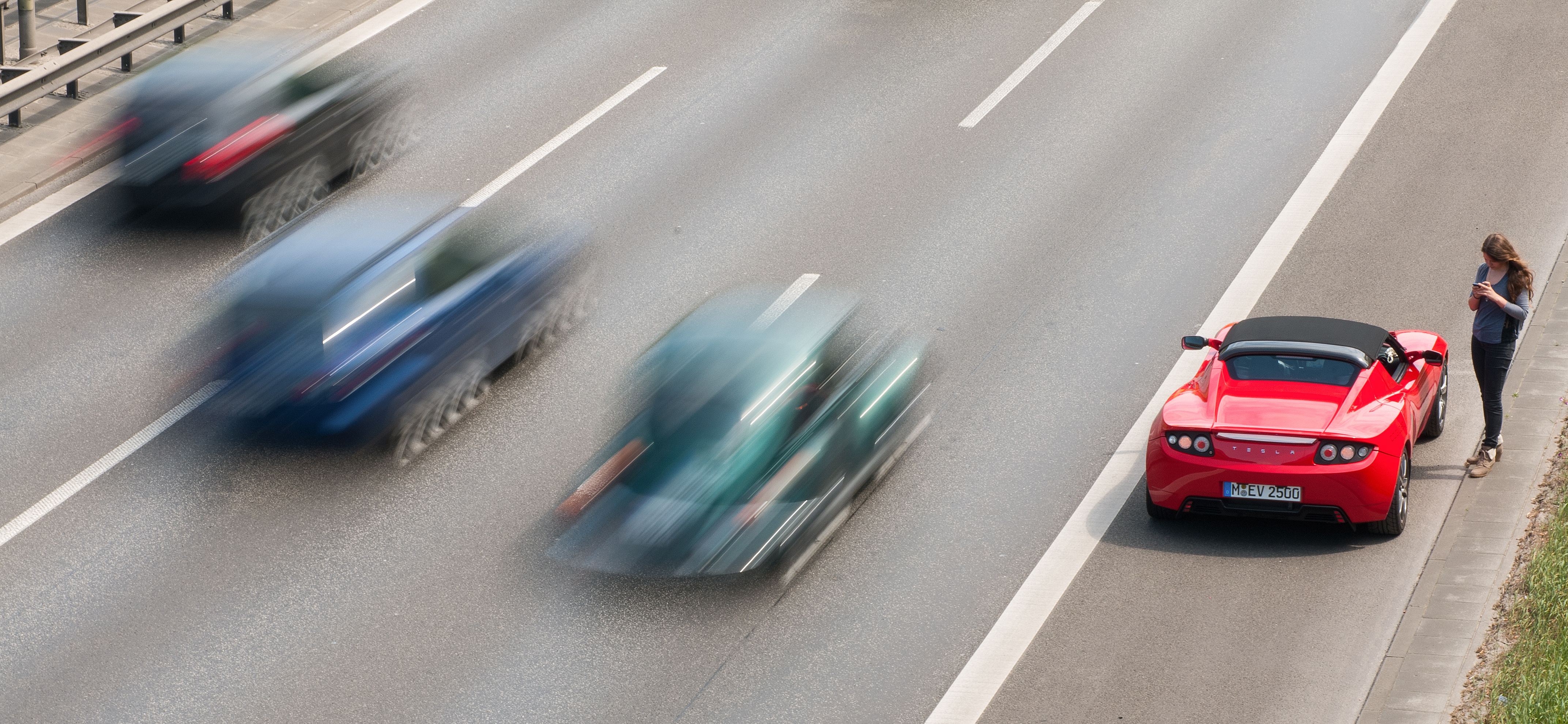

Проїзна́ части́на, проїжджа частина — елемент дороги, призначений для руху нерейкових транспортних засобів. Дорога може мати декілька проїзних частин, межами яких є розділювальні смуги.
Край проїзної частини (для нерейкових транспортних засобів) — видима умовна чи позначена дорожньою розміткою лінія на проїзній частині в місці її прилягання до узбіччя, тротуару, газону, розділювальної смуги, смуги для руху трамваїв, велосипедної або пішохідної доріжки.
Крайнє положення на проїзній частині — положення транспортного засобу на відстані від краю проїзної частини (середини проїзної частини або розділювальної смуги), яка не дає можливості рухатися попутному транспортному засобу (у тому числі двоколісному) ще ближче до краю проїзної частини (середини проїзної частини або розділювальної смуги).